# Bermudas en los Juegos Olímpicos de Sochi 2014
Las Bermudas estuvieron representadas en los Juegos Olímpicos de Sochi 2014 por un deportista masculino que compitió en esquí de fondo.
El portador de la bandera en la ceremonia de apertura fue el esquiador de fondo Tucker Murphy. El equipo olímpico bermudeño no obtuvo ninguna medalla en estos Juegos.